# Chaetodus hoffmanni
Chaetodus hoffmanni is een keversoort uit de familie Hybosoridae. De wetenschappelijke naam van de soort is voor het eerst geldig gepubliceerd in 2006 door Ocampo.